# Lithuanian International 2024
Die Lithuanian International 2024 im Badminton fanden vom 6. bis zum 9. Juni 2024 in Panevėžys statt.

## Sieger und Platzierte
| Disziplin    | Gold                                  | Silber                         | Bronze                              |
| ------------ | ------------------------------------- | ------------------------------ | ----------------------------------- |
| Herreneinzel | William Bøgebjerg                     | Tan Jia Jie                    | Enrico Baroni                       |
| Herreneinzel | William Bøgebjerg                     | Tan Jia Jie                    | Mateusz Golas                       |
| Dameneinzel  | Siti Nurshuhaini                      | Purva Barve                    | Joanne Ng                           |
| Dameneinzel  | Siti Nurshuhaini                      | Purva Barve                    | Nella Nyqvist                       |
| Herrendoppel | Nicolas Hoareau Aymeric Tores         | Kristjan Kaljurand Raul Käsner | Jonathan Dresp Christian Dumler     |
| Herrendoppel | Nicolas Hoareau Aymeric Tores         | Kristjan Kaljurand Raul Käsner | Luis Pongratz Kjell Wagener         |
| Damendoppel  | Marie Cesari Lilou Schaffner          | Anna Kupca Jekaterina Romanova | Raiia Almalalha Sofiia Lavrova      |
| Damendoppel  | Marie Cesari Lilou Schaffner          | Anna Kupca Jekaterina Romanova | Rebecca Kuhl Malena Norrman         |
| Mixed        | Alden Lefilson Putra Mainaky Fitriani | Martin Norrman Malena Norrman  | Jonas Østhassel Julie Abusdal       |
| Mixed        | Alden Lefilson Putra Mainaky Fitriani | Martin Norrman Malena Norrman  | Szymon Stokfisz Jessica Orzechowicz |